# Robert Day
Robert Frederick Day (* 11. September 1922 in Sheen, England; † 17. März 2017 in Bainbridge Island, Washington) war ein britischer Filmregisseur und Drehbuchautor, der teilweise auch als Bob Day, R. Day und Robert F. Day gelistet wurde.

## Leben
Robert Day arbeitete sich beim Film in den 1950er Jahren in England nach oben, er war Clapperboy und Kameramann, bevor er 1957 mit dem Film Der grüne Mann (The Green Man) als Regisseur auftrat. 1960 zog er nach Hollywood. Er war als Regisseur von 1956 bis 1991 an mehr als 80 Film- und Fernsehproduktionen beteiligt. Day heiratete 1968 die Schauspielerin Dorothy Provine und war mit ihr, bis sie 2010 starb, verheiratet.

## Filmografie (Auswahl)
- 1951: Geheimdienst schlägt zu (I’ll Get You for This) (Kameraführer)
- 1958: Corridors of Blood
- 1958: Rakete 510 (First Man into Space)
- 1959: Die grüne Minna (Two-Way-Stretch)
- 1960: Tarzan, der Gewaltige (Tarzan the Magnificent)
- 1962: Ein Königreich für einen Affen (Operation Snatch)
- 1963: Tarzans Todesduell (Tarzan’s Three Challenges)
- 1965: Herrscherin der Wüste (She)
- 1966: Tarzan und die goldene Stadt (Tarzan and the Valley of Gold)
- 1968: Tarzan und der Dschungelboy (Tarzan and the Jungle Boy)
- 1970: Emma Peel: Meine tollsten Abenteuer mit John Steed
- 1974: Todesgrüße von Gamma 03 (The Big Game)
- 1978: The Initiation of Sarah
- 1980: Der Mann mit Bogarts Gesicht (The Man with Bogart’s Face)
- 1983: Mission Nordpol (Cook & Peary: The Race to the Pole)
- 1987: Er kam aus der Sonne (The Quick and the Dead, TV-Film)
- 1991: Feuersturm im Wolkenkratzer (Fire: Trapped on the 37th Floor)